# روابط افغانستان و اندونزی
روابط افغانستان و اندونزی به رابطه دو جانبه میان دو کشور افغانستان و اندونزی اشاره دارد. روابط بین دو ملت بر همبستگی مذهبی بیشتر تأکید دارد؛ زیرا کشور اندونزی بزرگ‌ترین کشور اسلامی در جهان است و اکثریت مردم افغانستان نیز مسلمان هستند. کشور اندونزی متعهد شده است که در بخش بازسازی افغانستان پس از سقوط حکومت طالبان در بخش‌های مختلف منجمله آموزش فنی، زیر ساخت، توانمندسازی زنان، آموزش عالی و آموزش دیپلمات‌ها ابراز کرده است. هر دو کشور در پایتخت‌های یکدیگر سفارت دارد، سفارت اندونزی در کابل و سفارت افغانستان در جاکارتا موقعیت دارد. هر دو کشور عضو دائم جنبش عدم تعهد و سازمان همکاری  اسلامی هستند.

## تاریخچه
افغانستان از اولین کشورهایی بود که جمهوری اندونزی را پس از انقلاب ۱۹۴۹ به رسمیت شناخت. افغانستان و اندونزی روابط دیپلماتیک خود را در سال ۱۹۵۴ رسماً برقرار ساختند. در همان سال افغانستان سفارت خود را در جاکارتا تأسیس کرد. اولین پیمان دوستی میان افغانستان و اندونزی در ۳ ثور/اردیبهشت ۱۳۳۴ به امضا رسید.
افکار عمومی در اندونزی حمله شوری به افغانستان (۱۹۷۹-۱۹۸۹) را محکوم کرد. در همبستگی کشور اندونزی از جمله کشورهایی بود که مسابقات المپیک ۱۹۸۰ مسکو را تحریم کرد.
در ۲۰ عقرب/آبان ۱۳۹۱ یک معاهده دوستی برای ارتقاء همکاری‌ها بین دو کشور در بخش‌های سیاسی، اقتصادی، علمی آموزشی و فرهنگی امضا شد. اندونزی موافقت کرد در بخش آموزش و پرورش و ظرفیت سازی، دانشجویان افغانستانی را برای تحصیل در دانشگاه‌های خود بپذیرد. همچنین به معلمان و پلیس ملی افغانستان را در بخش مدیریت ترافیک و تحقیقات جنایی را آموزش دهد.

## دیدارهای دولت‌ها

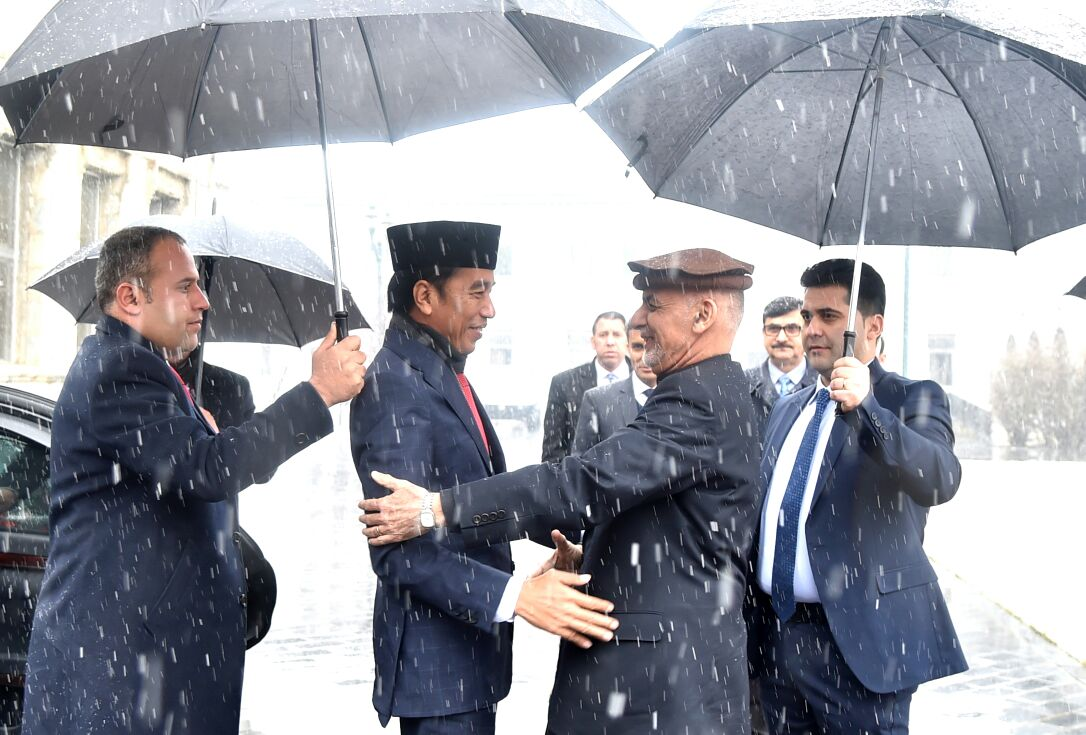
دیدار جوکو ویدودو و محمد اشرف غنی در سال ۲۰۱۸

احمد سوکارنو اولین رئیس‌جمهور اندونزی در سال ۱۹۶۱ از افغانستان دیدار کرد. در نوامبر ۲۰۱۲ حامد کرزی رئیس‌جمهور پیشین افغانستان از اندونزی دیدار کرد تا در پنجمین اجلاس دموکراسی بالی (BDF) شرکت کند. جوکو ویدودو در ژانویه ۲۰۱۸ از افغانستان دیدن کرد.

## مهاجران و پناهجویان
پس از جنگ آمریکا در افغانستان، اندونزی شاهد مهاجرت غیرقانونی پناهندگان افغانستانی شد که از این کشور سعی در مهاجرت به استرالیا را داشتند. طی سال‌های بسیاری از این مهاجران دستگیر یا به کشورشان بازگردانده شده‌اند. افغانستان در فهرست قرمز مهاجرت اندونزی قرار دارد. به دلایل امنیتی افغانستان در بین ۱۳ کشوری است که افراد برای سفر به این کشور باید مدارک خاص تهیه کنند.